# فاغنر دينيز
فاغنر دينيز (بالبرتغالية: Wagner Diniz‏) هو لاعب كرة قدم برازيلي، ولد في 21 سبتمبر 1983 في ماسايو في البرازيل. لعب مع أتلتيكو باراناينسي ونادي أفاي لكرة القدم ونادي أمريكا ونادي سانتوس ونادي ساو باولو ونادي ساو بيرناردو ونادي فاسكو دا غاما.

## وصلات خارجية
- فاغنر دينيز على موقع قاعدة بيانات كرة القدم.إي يو (الإنجليزية)
- فاغنر دينيز على موقع Soccerway.com (الإنجليزية)